# Дендробиум
Дендро́биум (лат. Dendrobium) — род многолетних травянистых растений семейства Орхидные.
Аббревиатура родового названия, используемая в любительском и промышленном цветоводстве, — Den.
Многие представители рода, а также гибриды с их участием, являются популярными комнатными и оранжерейными растениями. Помимо этого они широко представлены в ботанических садах.

## Этимология
Название рода образовано от др.-греч. δένδρον — дерево и др.-греч. βίος — жизнь. Таким образом, его можно перевести как «живущий на дереве».

## История описания
Род описан в 1799 г. шведским ботаником Петером Улофом Сварцем.

## Синонимы

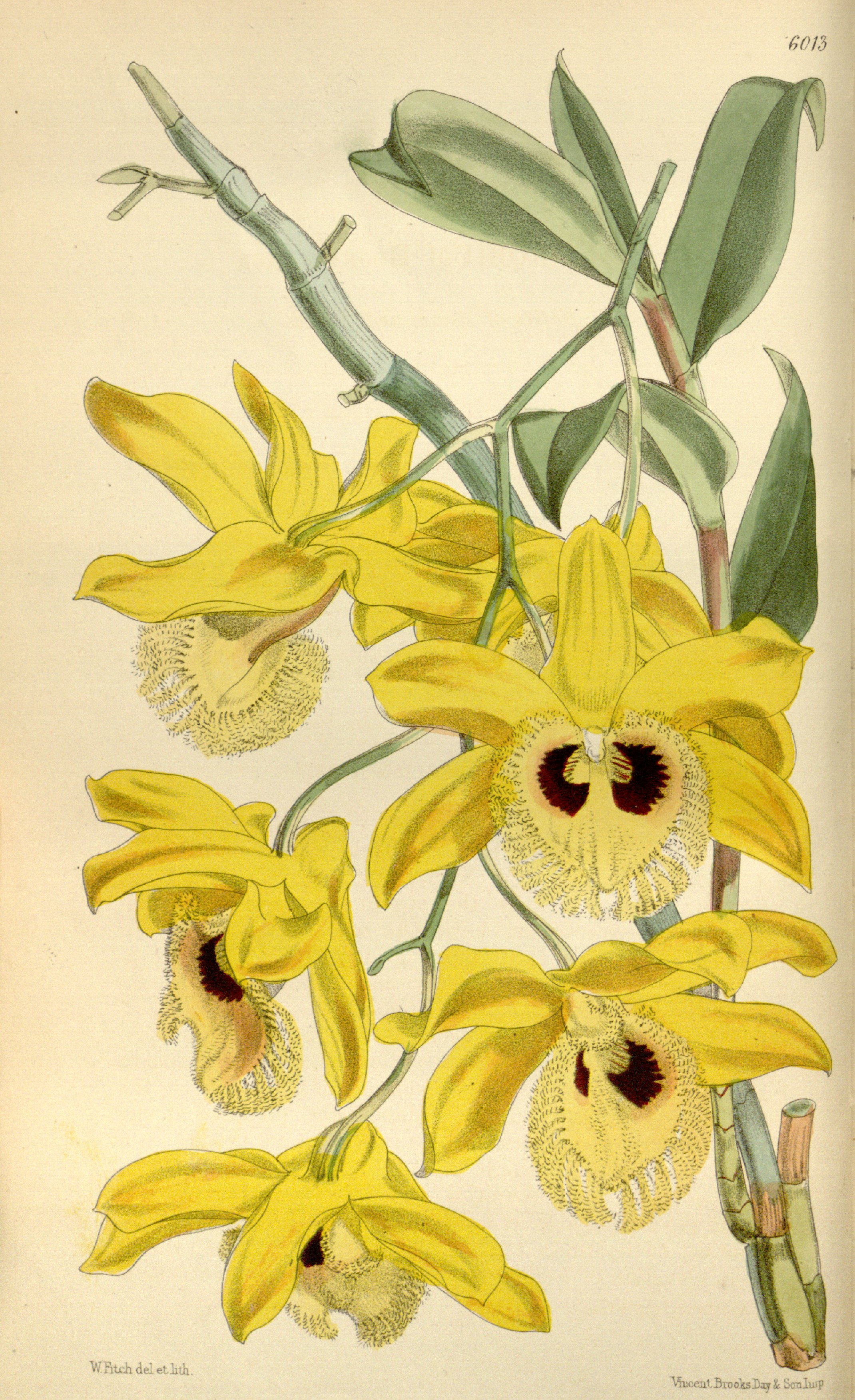
Dendrobium hookerianum
Ботаническая иллюстрация из книги Curtis’s botanical magazine vol. 99 ser. 3 nr. 29 tab. 6013. 1873 г.

По данным Королевских ботанических садов в Кью:
- Callista Lour., 1790
- Ceraia Lour., 1790
- Aporum Blume, 1825
- Grastidium Blume, 1825
- Macrostomium Blume, 1825
- Onychium Blume, 1825
- Pedilonum Blume, 1825
- Schismoceras C.Presl, 1827
- Thelychiton Endl., 1833
- Keranthus Lour. ex Endl., 1836
- Endeisa Raf., 1837
- Tropilis Raf., 1837
- Ditulima Raf., 1838
- Froscula Raf., 1838
- Ormostema Raf., 1838
- Thicuania Raf., 1838
- Bolbidium Lindl., 1846
- Latourea Blume, 1849
- Aclinia Griff., 1851
- Dichopus Blume, 1856
- Stachyobium Rchb.f., 1869
- Coelandria Fitzg., 1882
- Sayeria Kraenzl., 1894
- Goldschmidtia Dammer, 1910
- Inobulbum Schltr. & Kraenzl. in H.G.A.Engler (ed.), 1910
- Amblyanthus (Schltr.) Brieger, 1981, nom. illeg.
- Australorchis Brieger, 1981
- Conostalix (Kraenzl.) Brieger, 1981
- Dendrocoryne (Lindl.) Brieger, 1981, nom. inval.
- Dockrillia Brieger, 1981
- Dolichocentrum (Schltr.) Brieger, 1981
- Eriopexis (Schltr.) Brieger, 1981
- Euphlebium (Kraenzl.) Brieger, 1981
- Herpetophytum (Schltr.) Brieger, 1981
- Kinetochilus (Schltr.) Brieger, 1981
- Latourorchis Brieger, 1981
- Microphytanthe (Schltr.) Brieger, 1981
- Monanthos (Schltr.) Brieger, 1981
- Trachyrhizum (Schltr.) Brieger, 1981
- Amblyanthe Rauschert, 1983
- Cannaeorchis M.A.Clem. & D.L.Jones, 1998
- Winika M.A.Clem., 1997
- Tetrodon (Kraenzl.) M.A.Clem. & D.L.Jones, 1998
- Aporopsis (Schltr.) M.A.Clem. & D.L.Jones, 2002
- Bouletia M.A.Clem. & D.L.Jones, 2002
- Cepobaculum M.A.Clem. & D.L.Jones, 2002
- Ceratobium (Lindl.) M.A.Clem. & D.L.Jones, 2002
- Chromatotriccum M.A.Clem. & D.L.Jones, 2002
- Davejonesia M.A.Clem., 2002
- Dendrobates M.A.Clem. & D.L.Jones, 2002
- Distichorchis M.A.Clem. & D.L.Jones, 2002
- × Dockrilobium J.M.H.Shaw, 2002
- Durabaculum M.A.Clem. & D.L.Jones, 2002
- Eleutheroglossum (Schltr.) M.A.Clem. & D.L.Jones, 2002
- Eurycaulis M.A.Clem. & D.L.Jones, 2002
- Exochanthus M.A.Clem. & D.L.Jones, 2002
- Ichthyostomum D.L.Jones, 2002
- Leioanthum M.A.Clem. & D.L.Jones, 2002
- Maccraithea M.A.Clem. & D.L.Jones, 2002
- Oxyglossellum M.A.Clem. & D.L.Jones, 2002
- Stelbophyllum D.L.Jones & M.A.Clem., 2002, orth. var.
- Stilbophyllum D.L.Jones & M.A.Clem., 2002
- Tetrabaculum M.A.Clem. & D.L.Jones, 2002
- × Vappaculum M.A.Clem. & D.L.Jones, 2002
- Vappodes M.A.Clem. & D.L.Jones, 2002
- Anisopetala (Kraenzl.) M.A.Clem., 2003

## Биологическое описание
Симподиальные растения с крайне разнообразной формой и величиной побегов. Побеги, обычно цилиндрические, ребристые или гладкие, у многих видов утолщенные. Как правило, покрыты пленчатыми влагалищами листьев, прямостоячие или поникающие, длиной от 1-2 см до 5 м.
Корни хорошо развитые, покрыты веламеном.
Соцветия кистевидные, от одно- до много- цветковых, от прямых до свисающих, боковые или верхушечные.
Листья узколанцетные, эллиптические, продолговатые или яйцевидные, расположены по всему стеблю или на верхушке. У части видов они плотные, суккулентные. Виды, растущие в климатических зонах, для которых характерен сухой сезон листопадные.
Цветки разнообразны по размеру, форме и окраске. У некоторых видов обладают приятным ароматом. Общим для всего рода признаком является трубчато свернутое вокруг колонки основание губы. Колонка короткая, её основание вытянуто в так называемую «ножку», к которой прирастают боковые чашелистики, образуя характерный мешковидный вырост в виде короткого тупого шпорца. Поллиниев 4.

## Ареал и экологические особенности
Тропическая Азия, острова Океании, Австралия, Новая Зеландия, Новая Гвинея, Китай, Япония и Филиппины. 
Эпифиты, реже литофиты. Равнинные, предгорные и горные леса с более или менее выраженными сезонными изменениями климата.

## Виды
На настоящий момент описано 1000—1200 видов.
- Dendrobium aggregatum — Дендробиум скученный
- Dendrobium albosanguineum — Дендробиум бело-багряный
- Dendrobium antennatum — Дендробиум антеннатум
- Dendrobium aphyllum — Дендробиум безлистный
- Dendrobium bellatulum
- Dendrobium bigibbum
- Dendrobium bracteosum
- Dendrobium bullenianum  — Дендробиум Буллена, или Дендробиум булленианум
- Dendrobium chrysotoxum — Дендробиум золотистый
- Dendrobium densiflorum — Дендробиум густоцветный
- Dendrobium devonianum — Дендробиум девонский
- Dendrobium farmeri  — Дендробиум Фармера
- Dendrobium fimbriatum  — Дендробиум бахромчатый
- Dendrobium formosum — Дендробиум формозум, или Дендробиум красивый
- Dendrobium glomeratum
- Dendrobium hercoglossum — Дендробиум толстогубый
- Dendrobium jenkinsii — Дендробиум Дженкинса
- Dendrobium kingianum — Дендробиум Кинга
- Dendrobium lindleyi — Дендробиум Линдли, или Дендробиум Линдлея
- Dendrobium loddigesii — Дендробиум Лоддигеза
- Dendrobium longicornu — Дендробиум длиннорогий
- Dendrobium nobile — Дендробиум благородный
- Dendrobium parishii — Дендробиум Париша
- Dendrobium pendulum
- Dendrobium phalaenopsis — Дендробиум фаленопсис
- Dendrobium pierardii — Дендробиум Пьерара
- Dendrobium polyanthum
- Dendrobium primulinum — Дендробиум примулинум, или Дендробиум первоцветный
- Dendrobium superbum — Дендробиум превосходный
- Dendrobium thyrsiflorum  — Дендробиум букетоцветный, или Дендробиум стеблецветковый
- Dendrobium transparens
- Dendrobium trigonopus
- Dendrobium unicum

## Охрана исчезающих видов
Все виды рода дендробиум входят в Приложение II Конвенции CITES. Цель Конвенции состоит в том, чтобы гарантировать, что международная торговля дикими животными и растениями не создаёт угрозы их выживанию.

## Галерея

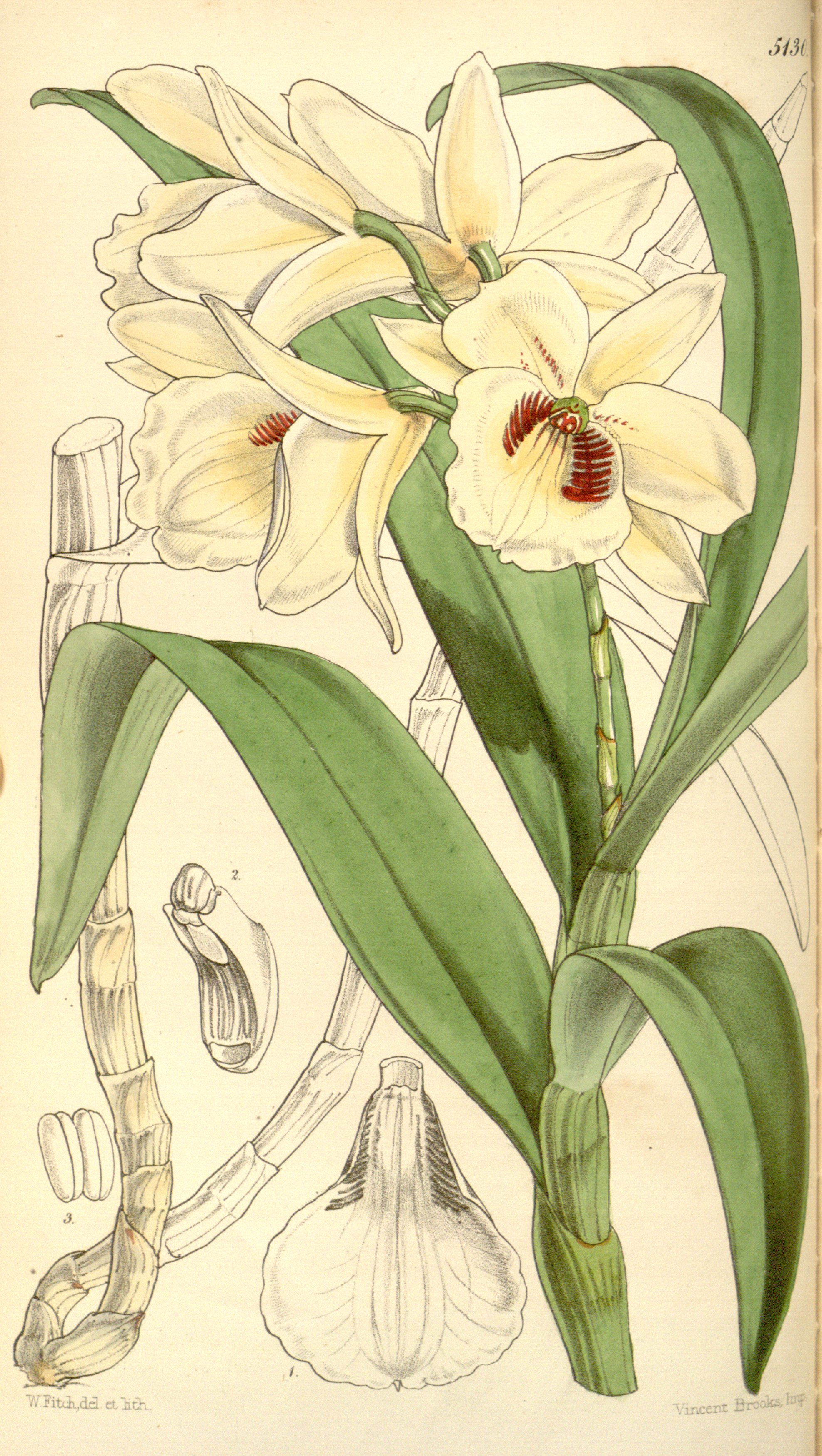
Dendrobium albosanguineum
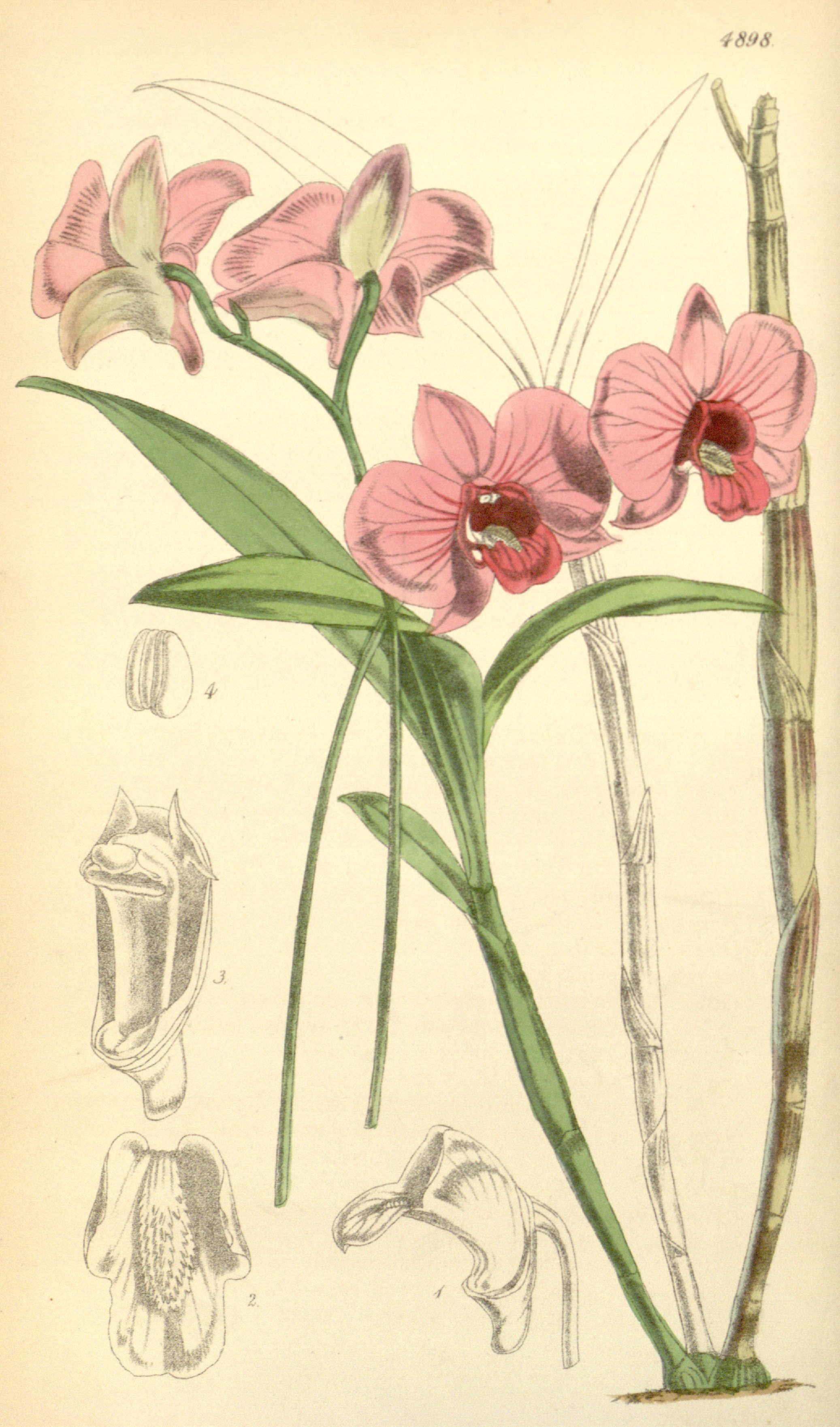
Dendrobium bigibbum
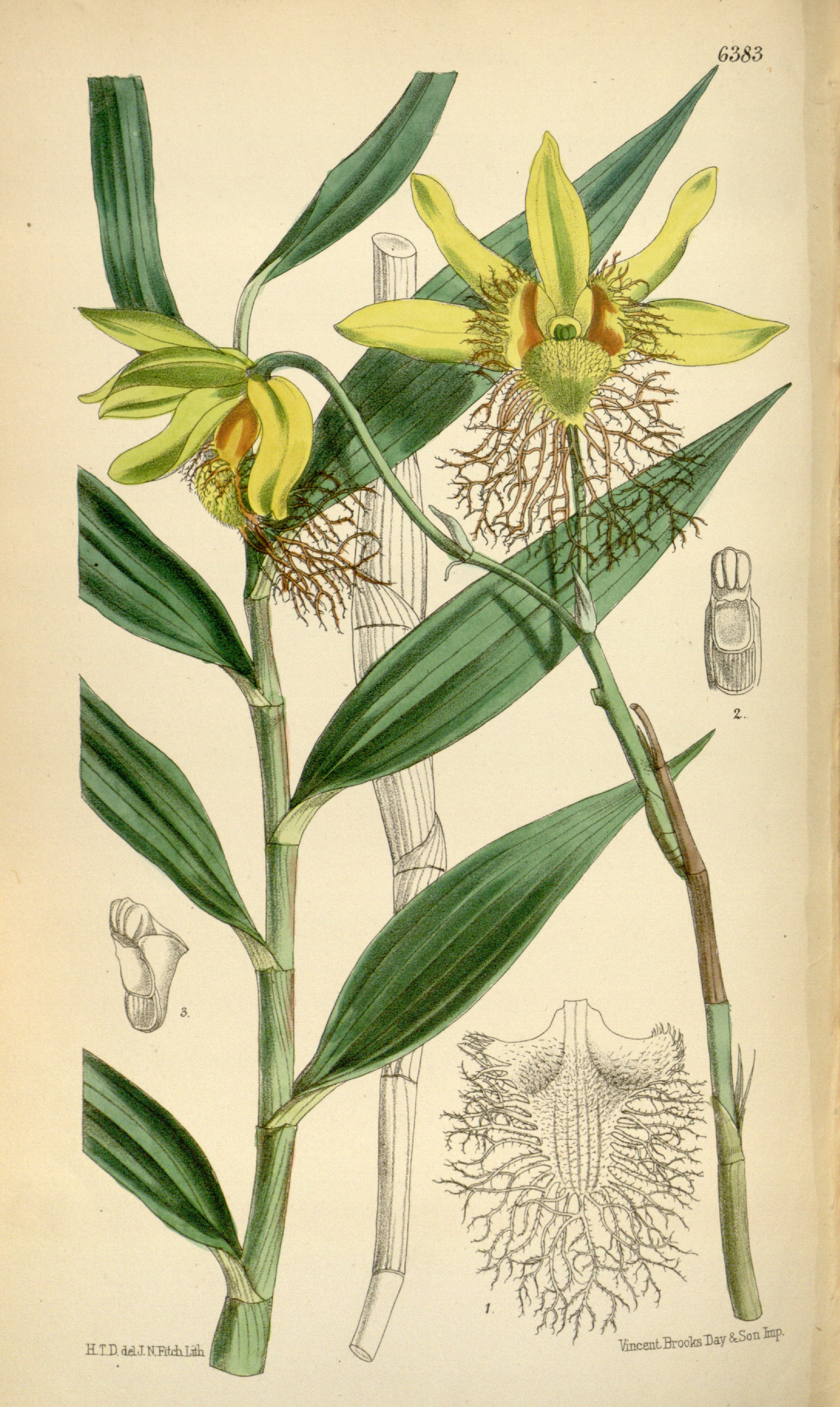
Dendrobium brymerianum
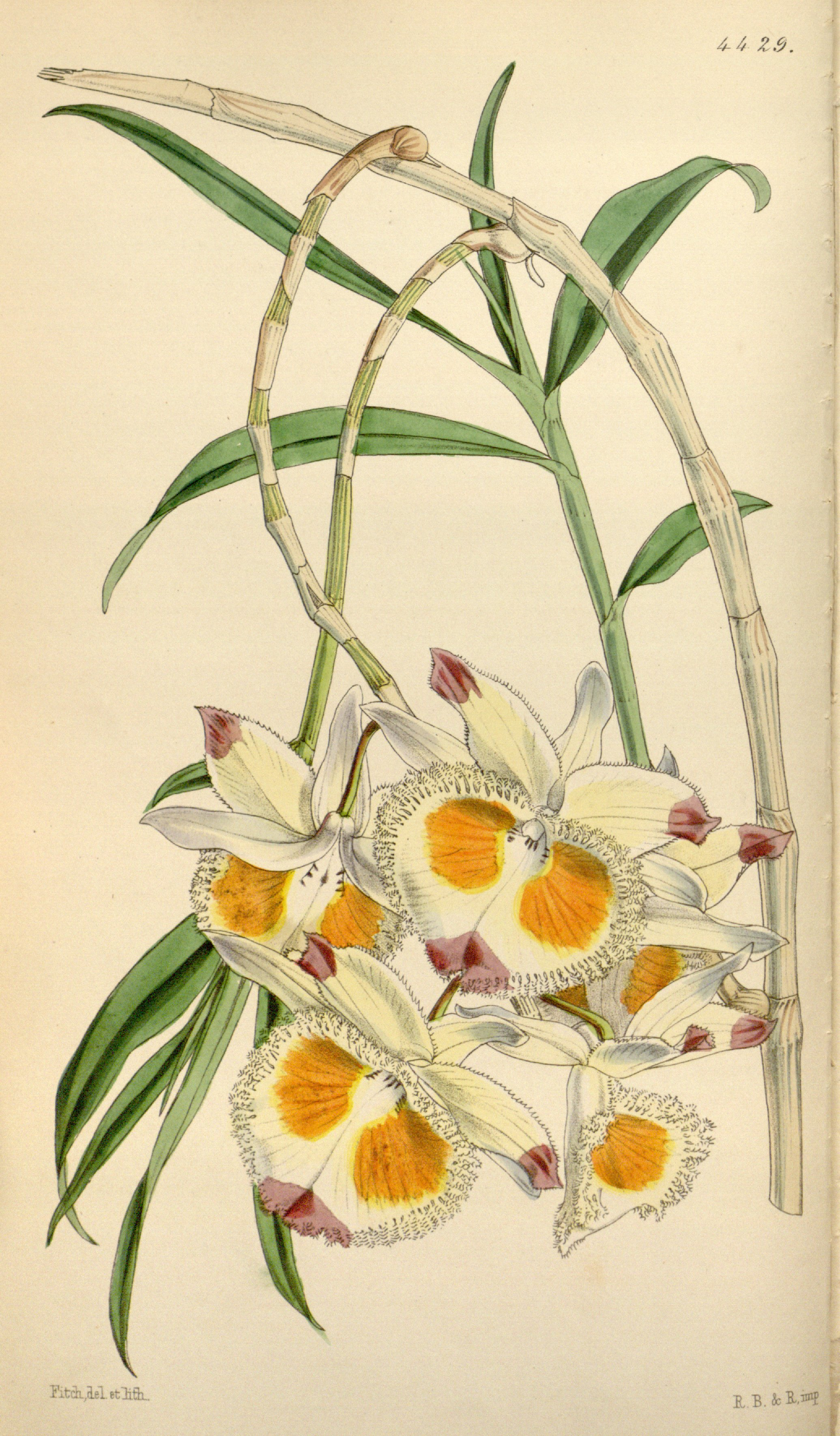
Dendrobium devonianum
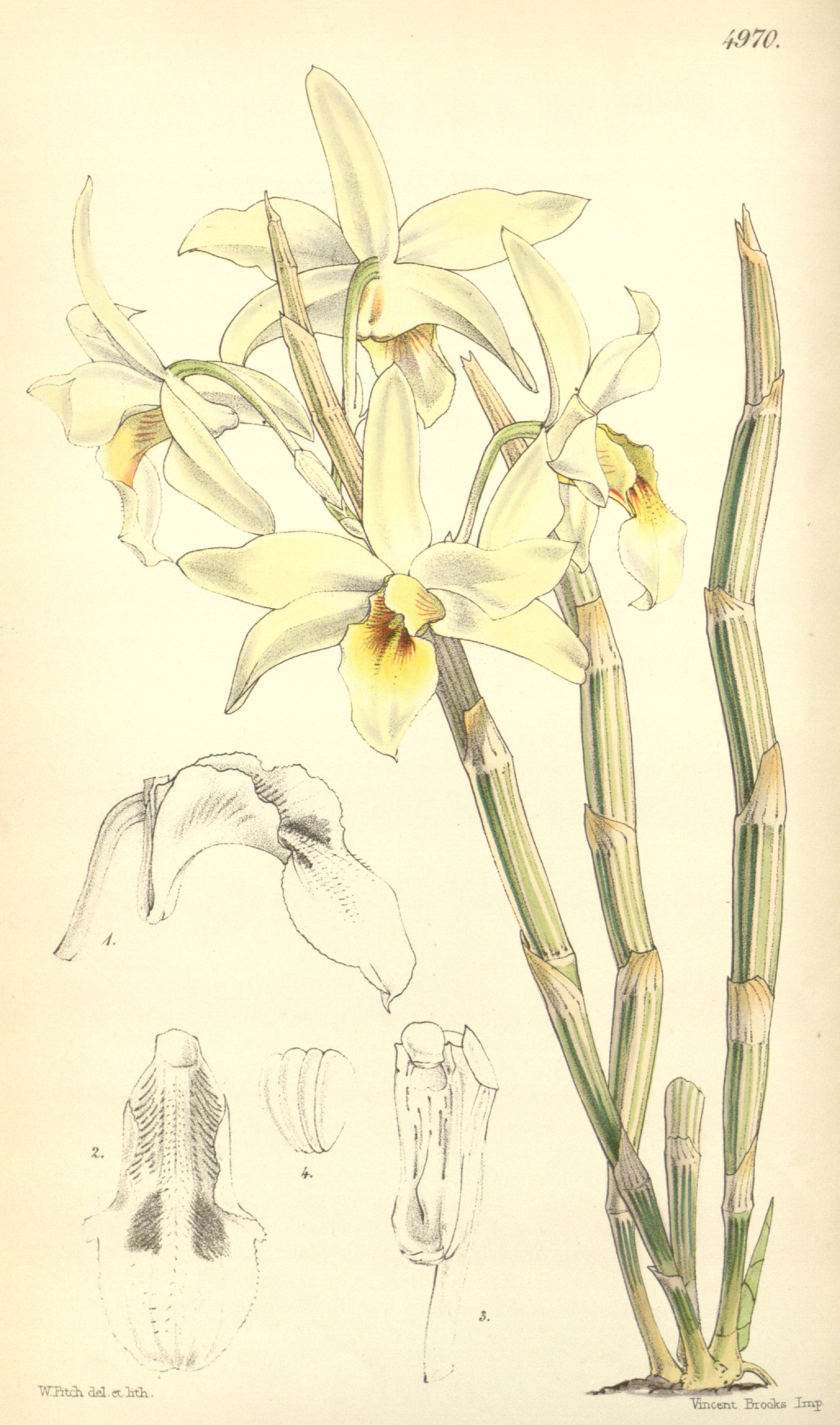
Dendrobium heterocarpum
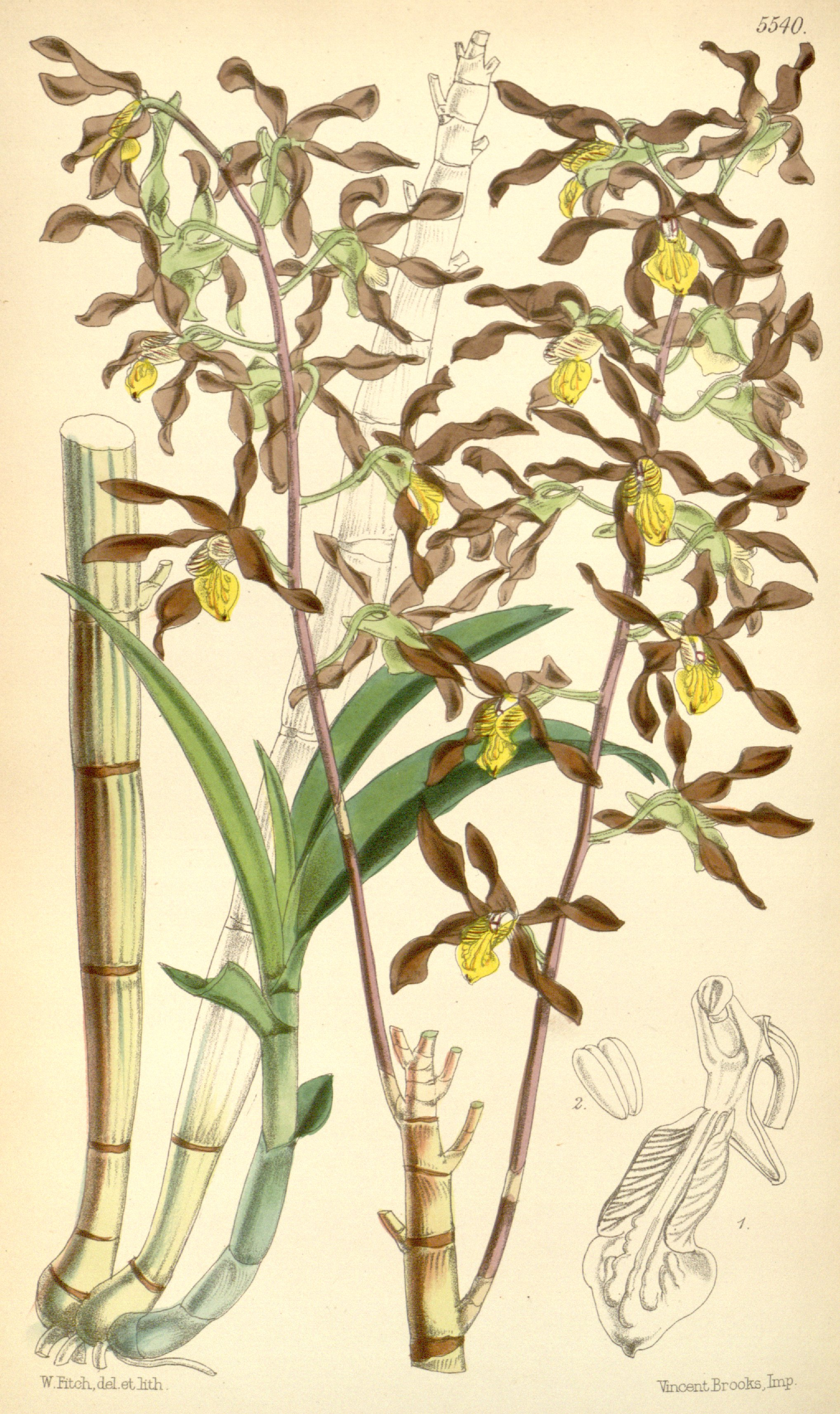
Dendrobium johannis
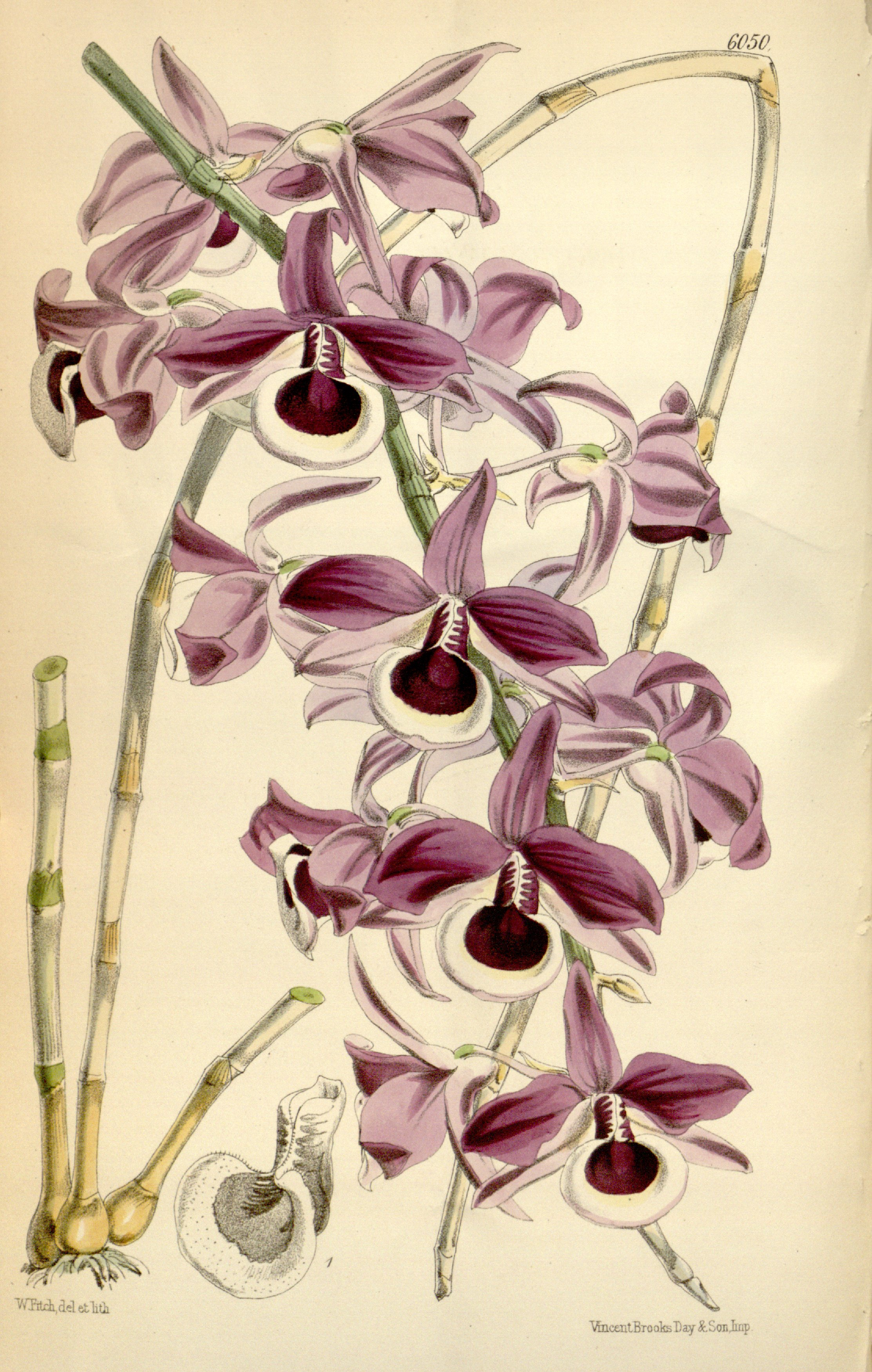
Dendrobium lituiflorum
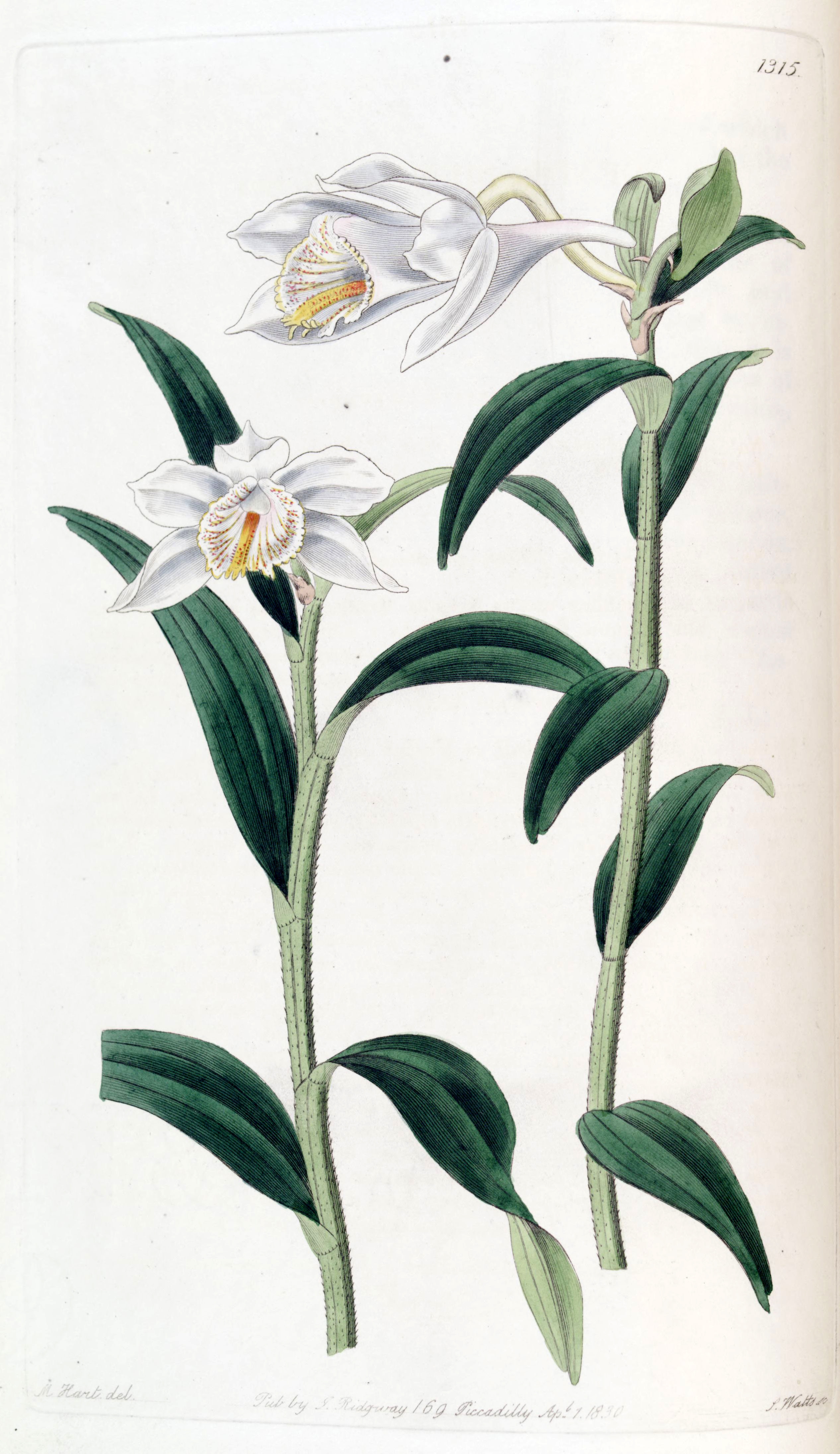
Dendrobium longicornu
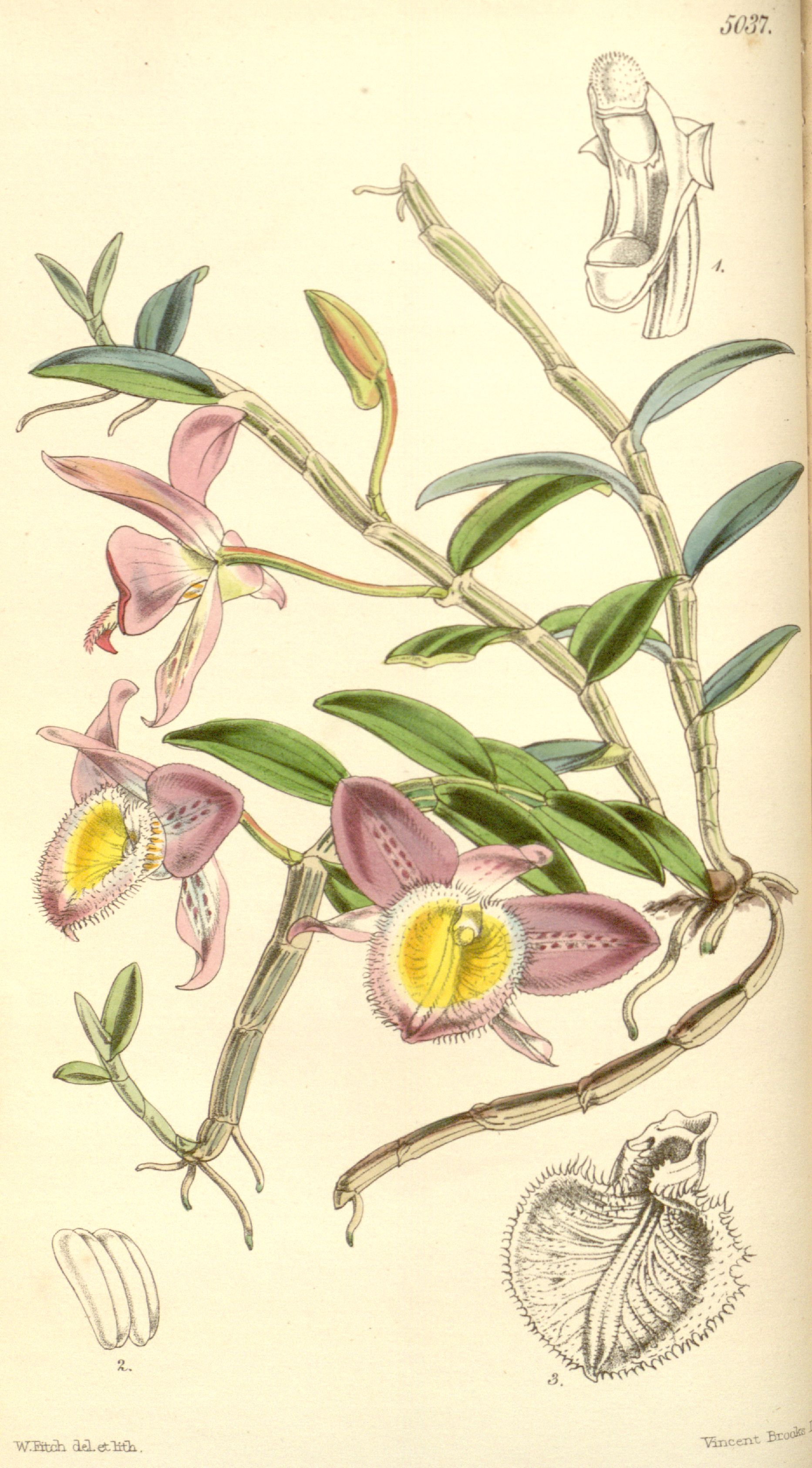
Dendrobium pulchellum
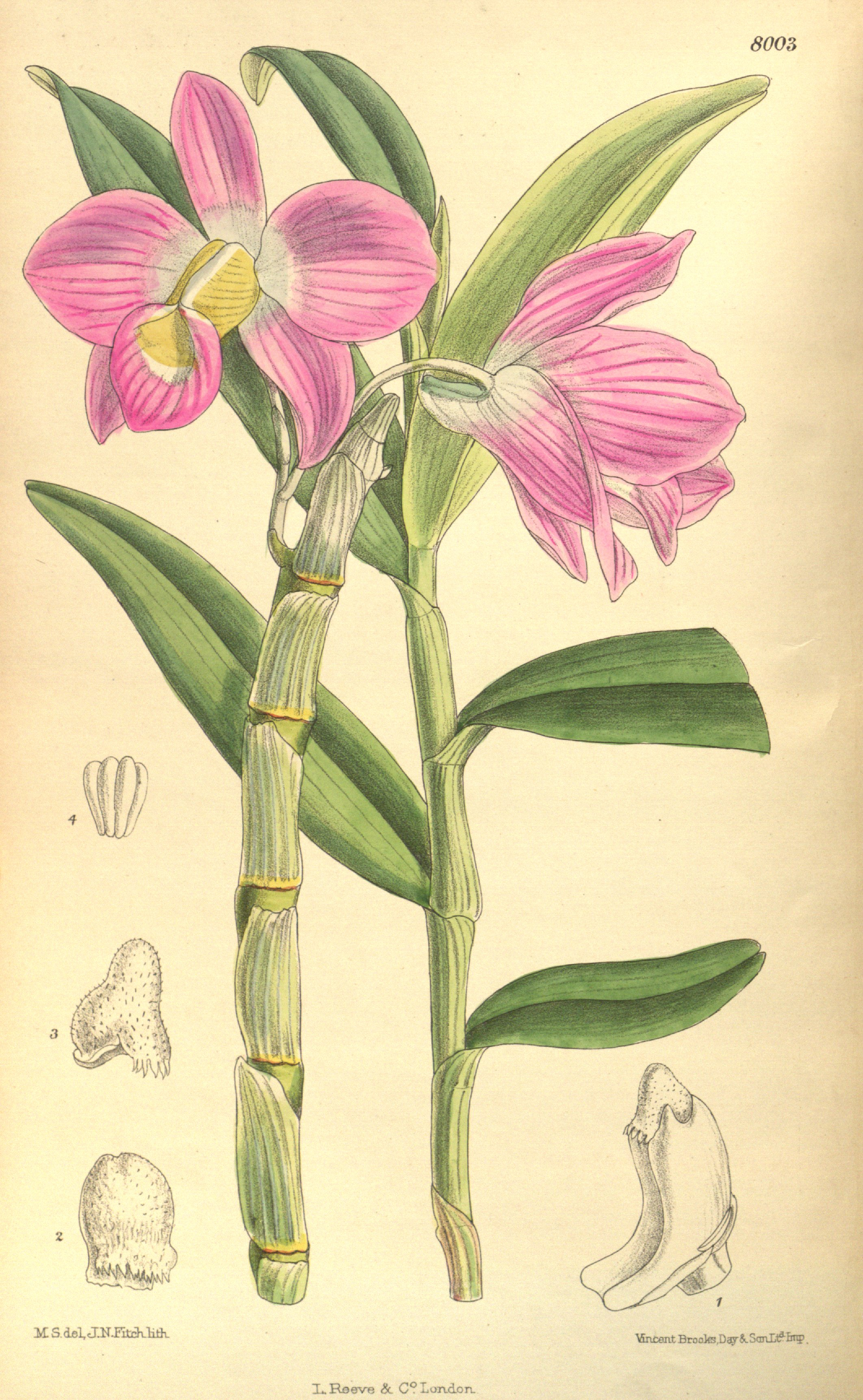
Dendrobium regium
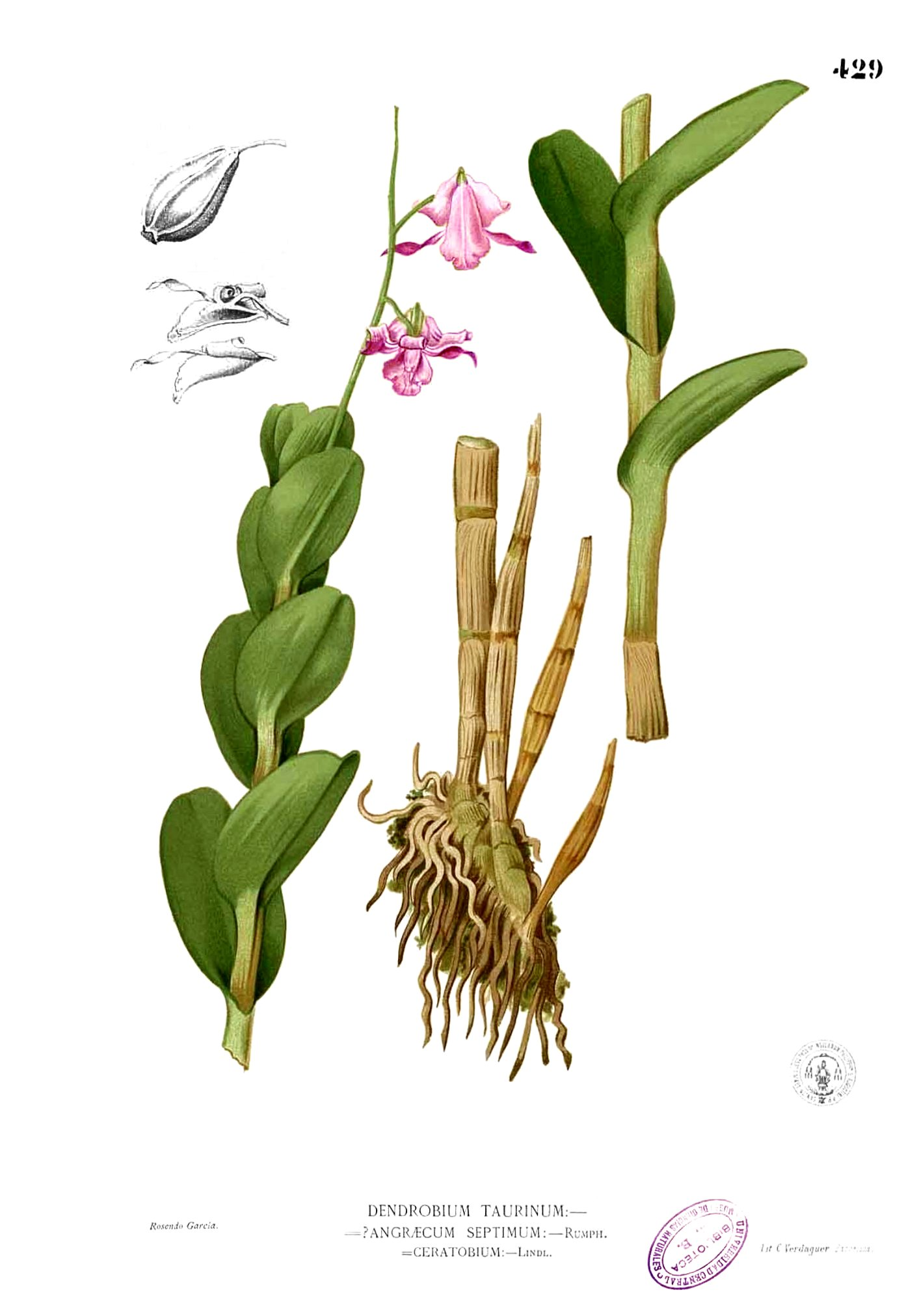
Dendrobium taurinum
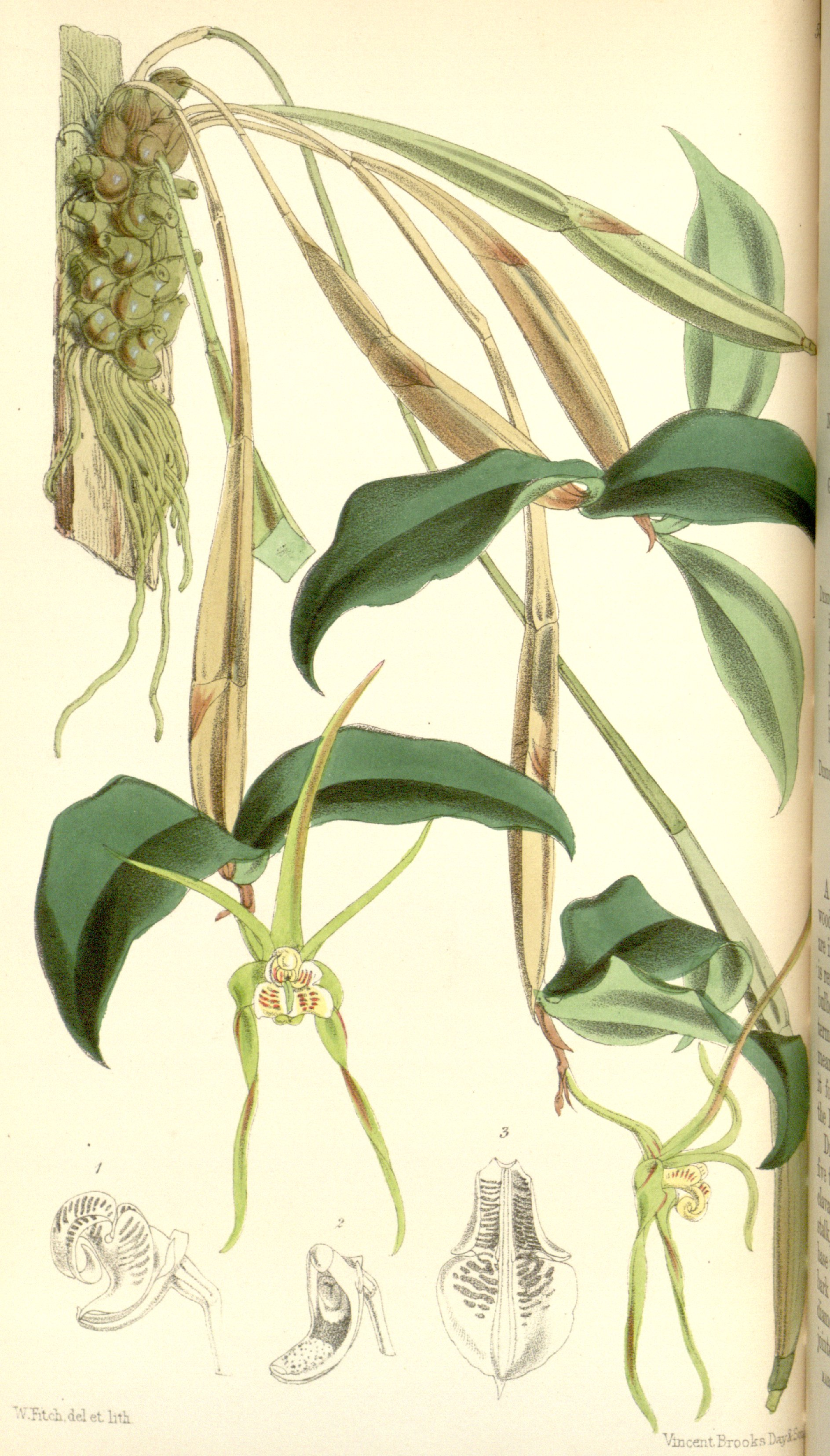
Dendrobium tetragonum

## В культуре
Температура.

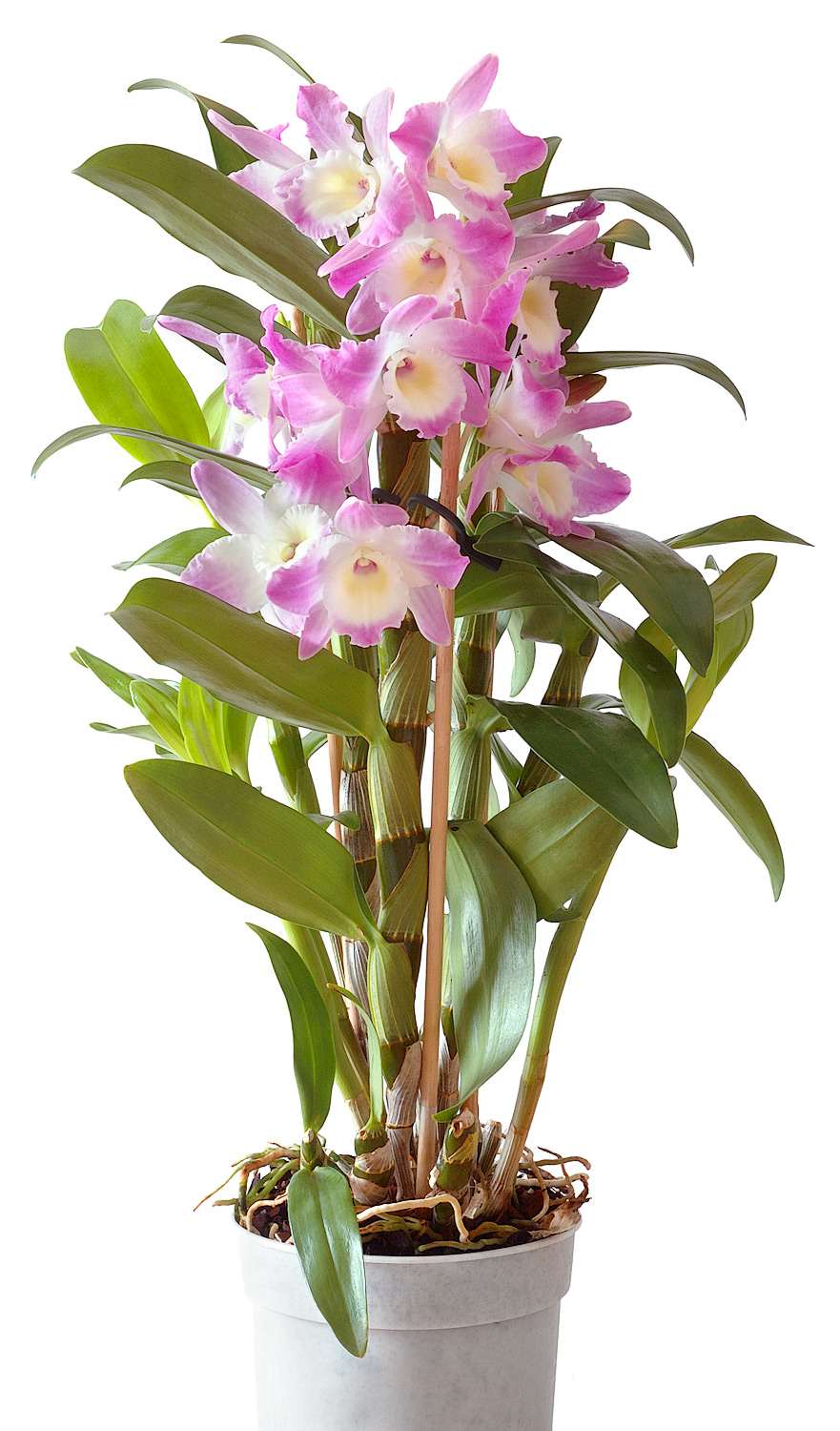
Гибрид на основе Dendrobium nobile.

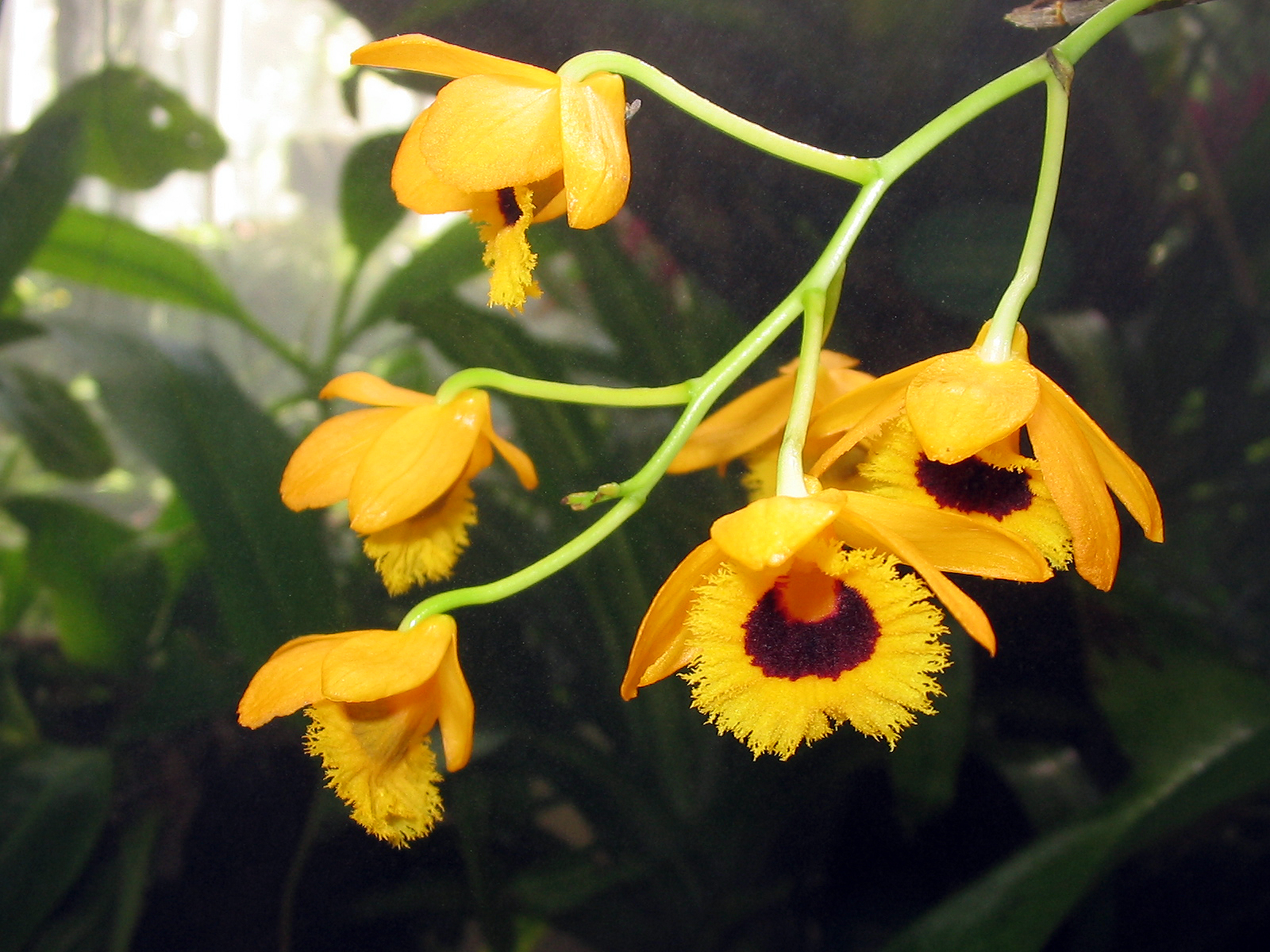
Dendrobium fimbriatum

Некоторые авторы выделяют шесть условных групп:
1. Растения умеренной температурной группы, которым требуется переход к прохладной окружающей среде с ночной температурой около 10°С и ограниченному поливу после вызревания новых побегов.
(Листопадные виды: Dendrobium nobile, Dendrobium chrysanthum, Dendrobium wardianum).
2. Растения умеренной температурной группы, которым требуется сухой воздух начиная с осени, в период окончания развития новых побегов. 
(Листопадные виды: Dendrobium anosmum, Dendrobium findlayanum, Dendrobium heterocarpum, Dendrobium parishii, Dendrobium pierardii и др.).
3. Растения умеренной температурной группы, которым требуется прохладный ночной воздух с температурой около 10°С без ограничения полива после вызревания новых побегов.
(Dendrobium aggregatum, Dendrobium chrisotoxum, Dendrobium densiflorum, Dendrobium farmeri, Dendrobium fimbriatum, Dendrobium moshatum, Dendrobium thyrsiflorum).
4. Растения умеренной температурной группы, не требуется изменение условий в зимний период, за исключением короткой просушки после завершения развития новых побегов. 
(Dendrobium dearei, Dendrobium formosum, Dendrobium lyonii, Dendrobium infundibulum, Dendrobium macrophyllum, Dendrobium sanderae, Dendrobium schuetzei).
5. Растения умеренно-теплой температурной группы с ночной температурой около 15°С, которым не требуется значительного изменения условий в зимний период, за исключением короткой просушки после завершения развития новых побегов. 
(Dendrobium gouldii, Dendrobium stratiotes, Dendrobium taurinum, Dendrobium undulatum, Dendrobium veratrifolium).
6. Растения умеренной температурной группы с ночными температурами между 15°С и 18°С, которые требуют ограничения поливки после завершения роста до начала развития цветоносов, нормальной поливки во время цветения, затем снова ограниченной поливки до начала бурного роста.
(Dendrobium phalaenopsis, Dendrobium superbiens).
Субстрат.
Посадка растений осуществляется на блоки, или в горшки с несколькими дренажными отверстиями на дне, обеспечивающими равномерную просушку субстрата и в корзинках для эпифитных растений.
При культивировании в горшках в качестве дренажа рекомендуется использовать керамзит или кусочки пенопласта. Состав субстрата подбирается в зависимости от средней относительной влажности воздуха в помещении и частоты полива. Дендробиумы в период роста плохо переносят полную просушку субстрата, но не переносят излишней влажности. Субстрат для посадки готовят из смеси кусочков сосновой коры (от 1 до 3 см), древесного угля, мха-сфагнума и кокосовых чипсов (прессованное и порезанное на кусочки пальмовое волокно). 
Количество компонентов субстрата можно сократить до одной сосновой коры.
Подкормки специальным удобрением для орхидей или комплексным минеральным удобрением (в концентрации в 3—4 раза меньше рекомендуемой для комнатных растений) раз в 1—2 недели.
Полив.

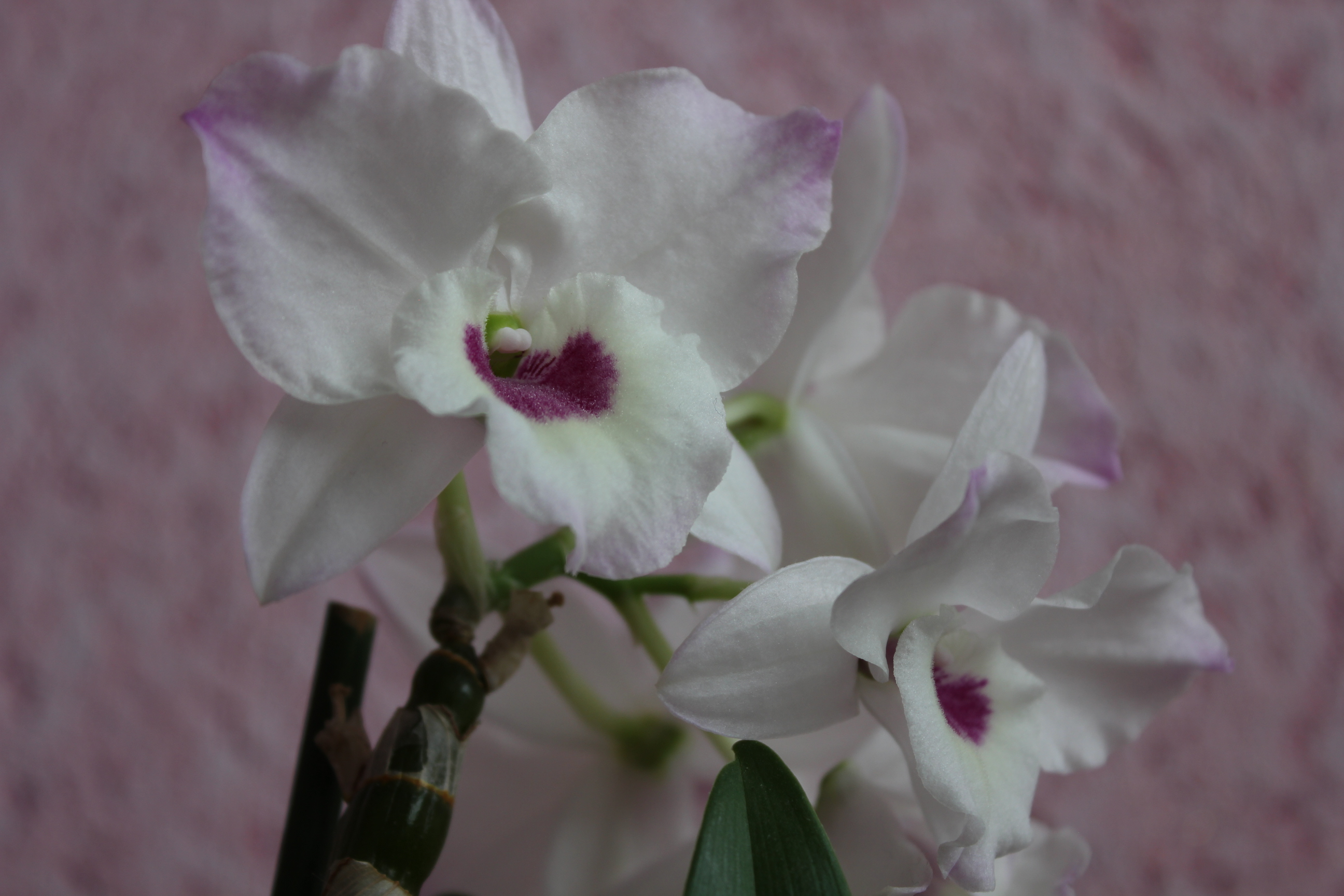
Дендробиум благородный — цветки

Некоторые виды не переносят накопления солей в субстрате и покрывающем корни веламене. Для полива желательно использовать воду прошедшую очистку обратным осмосом с добавлением минимальных доз удобрений. 
При поливе жесткой водой растения требуют более частой пересадки.
Многие виды дендробиумов имеют ярко выраженный период покоя, который может продолжаться до полугода. В это время растения содержат при более низкой температуре и практически не поливают.
Относительная влажность воздуха.
Виды распространенные в культуре содержат при 50—80 %. При более низкой влажности могут наблюдаться проблемы с развитием молодых листьев и цветоносов.
Свет.
Большинство видов достаточно светолюбивы, им требуется освещенность не менее 10—15 кЛк, но есть и исключения. Большая часть проблем с отсутствием цветения взрослых растений при содержании в квартирах обусловлена недостатком света или не соблюдением периода покоя.
Поскольку представители этого рода растут в низких широтах, для нормального развития им требуется 12 часовой световой день.

## Виды дендробиумов сароматнымицветками
С сильным ароматом: Dendrobium anosmum, Dendrobium gibsonii, Dendrobium moniliforme, Dendrobium unicum, Dendrobium jonesii, Dendrobium cruentum, Dendrobium draconis. 

Аромат средний или слабый: Dendrobium rhodostictum, Dendrobium spectatissimum, Dendrobium speciosum, Dendrobium forbesii, Dendrobium eximium, Dendrobium heterocarpum, Dendrobium aduncum, Dendrobium amethystoglossum, Dendrobium chrysotoxum, Dendrobium densiflorum, Dendrobium lindleyi, Dendrobium aphyllum, Dendrobium chrysanthum, Dendrobium crystallinum, Dendrobium falconeri, Dendrobium findlayanum, Dendrobium lituiflorum, Dendrobium loddigesii, Dendrobium hancockii, Dendrobium crepidatum, Dendrobium cumulatum, Dendrobium leonis, Dendrobium nobile, Dendrobium ochreatum, Dendrobium parishii, Dendrobium primulinum, Dendrobium pulchellum, Dendrobium ruckeri, Dendrobium senile, Dendrobium tortile, Dendrobium pachyphyllum.

## Некоторыегрексы
Наиболее распространены в культуре гибриды на основе Дендробиума благородного, Дендробиума фаленопсис и Дендробиума двугорбого.
- Ainsworthii = Den. aureum x Den. nobile 1874
- Agnus = Den. Gatton Belle x Den. Mont Blanc (1968)
- Angel Baby = Den. Snow Baby x Den. Snow Angel (1989) Registered by Takaki’s
- Angel Flower = Den. Permos x Den. Regalsohma (1968)
- Aurora Heart = Den. Thwaitesiae x Den. Taketane (1969)
- Aussie’s Hi-Lo = Den. cuthbertosonii x Den. laevifolium (1998) Spence
- Berry = Den. kingianum x Den. Mini Pearl (1983) Registered by Oda, M.
- Cassiope = Den. moniliforme x Den. nobile (1890) Registered by Cookson, N. C.
- Formidible = Den. formosum x Den. infundibulum (1967) Registered by Takagi, Sak.
- Glorious Rainbow = Den. Permos x Den. Valademos (1968)
- Gomangoku = Den. trigonopus x Den. senile (1992) Registered by Asai, M.
- Hatsushimo = Den. Suisei x Den. moniliforme (1982)
- Himezakura = Den. Oberon x Den. Cassiope (1995) Registered by Yamamoto, J.
- Illusion = Den. lawesii x Den. cuthbertsonii (1997)
- Maihime = Den. Otohime x Den. Milky Way (1979)
- Mayumi = Den. Kuniko x Den. victoriae-reginae (1991)
- Milky Way = Den. Oborozuki x Den. Angel Flower (1974)
- Mountain Magic = Den. pseudoglomeratum x Den. cuthbertsonii (1996)
- Nestor = Den. superbum x Den. parishii
- Oborozuki = Den. Aurora Heart x Den. September Moon (1969)
- Orion = Den. Permos x Den. Valamissko (1968) Registered by Yamamoto, J.
- Otohime = Den. Oborozuki x Den. Glorious Rainbow (1972)
- Permer = Den. Regina x Den. Ikeda (1968)
- Thongchai Gold. Одним из основных видов, использованных для создания был Den. bigibbum[8].
- Thwaitesiae = Dendrobium Ainsworthii x Dendrobium Wiganiae 1903
- Rainbow Dance = Den. Kurenai x Den. unicum (1988) Registered by Takaki’s
- Sao Paulo = Den. Ailing x Den. Orion (1972) Registered by Yamamoto, J.
- Snowflake = Den. Cassiope x Den. nobile (1904) Registered by Colman
- Specio-kingianum = Den. kingianum x Den. speciosum (1892)
- Stardust = Den. unicum x Den. Ukon 1986.
- Valademos = Den. Valadeva x Den. Permos (1968)
- Ukon = Den. moniliforme x Dendrobium Thwaitesiae 1979
- Wiganiae = Den. nobile x Den. signatum 1896
- Yonezawa Prince = Den. Indoyo x Den. Gatton Prince (1988)
- Zuiko = Den. Gatton Prince x Den. Melanodiscus (1975)

## Болезни и вредители
Чаще всего в комнатной культуре дендробиум поражают следующие вредители:
- паутинные клещи
- трипсы
- щитовки
- мучнистые червецы
- белокрылки

При неправильном уходе возможно поражение следующими болезнями:
- корневая гниль
- пятнистость листьев
- мучнистая роса
- коричневая гниль

## В народной медицине
Листья Dendrobium amoenum используют в китайской медицине для лечения заболеваний кожи.Также австралийские аборигены применяют зеленые листья Dendrobium aurantiacum в отварах и настойках. В Китае используют Dendrobium candidum и Dendrobium chrysanthum в качестве имунорегулирующего компонента фитосмесей. Тонизирующий эффект присущ листьям Dendrobium densiflorum, в Японии паста из листьев Dendrobium fimbriatum накладывается на кожу в местах переломов костей. Настойки и отвары листьев Dendrobium loddigesii помогают при лихорадке и применяются при лечении некоторых видов рака, сухие побеги Dendrobium moniliforme в форме отвара или настойки популярны в Тайване и Китае как жаропонижающее, тонизирующее и обезболивающее средство. Побеги Dendrobium nobile, применяют при нарушениях работы желудочно-кишечного тракта, как мочегонное и при лихорадках. Известно об успокаивающем эффекте отваров и настоек из листьев Dendrobium tosaense. Таким образом, известна высокая биологическая активность препаратов на основе представителей этого рода орхидных, хотя антиоксидантные свойства экстрактов этих растений ещё практически не исследованы.

## Интересные факты
- Высушенные псевдобульбы дендробиума секции Grastidium используются жителями провинции Оро (Oro) Папуа-Новой Гвинеи в качестве головного убора в традиционных церемониях, а также браслетов и прочих украшений.
- С целью привлечения внимания противоположного пола используется Dendrobium armeniacum, чьи высушенные семенные коробочки носят на шее. Они издают запах, действие которого, вероятно, подобно феромонам. Семенные коробочки этого вида обладали очень сильным пряным запахом. Является ли этот запах естественным, или полученным в результате специальной обработки, подобной той, которой подвергаются, например, стручки ванили, неизвестно[11].

## Дендробиум в художественной литературе
«Из Лондона Уэддерберн возвратился несколько возбужденный. Он приехал с покупкой! Редко случалось, чтобы он сразу решался, но на этот раз решился сразу и купил.
— Это Ванды, — перебирал он купленные орхидеи, — вот это Дендробиум, а здесь — несколько видов Палеонофиса.» 
Герберт Уэллс. Цветение необыкновенной орхидеи. перевод Г. Печерского. 1979, «Правда».
«Вулф никогда не пытался отрицать, что он тщеславен. Именно этим объясняется то, что он приводил в оранжерею полюбоваться орхидеями людей, находившихся в сильном нервном напряжении. Он вел себя безразлично, но я видел, что, наблюдая за их восторгом, он сам получал удовольствие. 
Бьюла оправдала его ожидания. Сияние каттлей ошеломило её, но дендробиумы и фаленопсисы добили её окончательно. Она просто стояла с открытым ртом и озиралась вокруг.» 
Рекс Стаут. Прежде чем я умру. 1994
Так же, дендробиумы упоминаются в следующих романах Рекса Стаута: Убийство по правилам, Острие копья, Бокал шампанского, Банальное убийство, Через мой труп и Чёрная гора.